# Chironomus obscurellus
Chironomus obscurellus är en tvåvingeart som först beskrevs av Blanchard 1852.  Chironomus obscurellus ingår i släktet Chironomus och familjen fjädermyggor. Inga underarter finns listade i Catalogue of Life.